# Cathédrale de Lübeck
Pour les articles homonymes, voir Lübeck.
La cathédrale de Lübeck (Allemagne) est le plus ancien monument de la ville. En effet, la construction de cette cathédrale en brique a commencé dès 1173 avec Henri le Lion et s'est achevée en 1247.
Depuis 1477, on peut y admirer un crucifix géant (17 mètres) du peintre et sculpteur allemand Bernt Notke. Le maître-autel d'Hans Memling a été démonté et est à présent exposé au musée Saint-Annen. La cathédrale a souffert des bombardements sur la ville en 1942, qui ont provoqué l'effondrement des voûtes. Sa rénovation date seulement de 1960 et a coûté plus de treize millions de Deutsche Mark (soit environ 6,5 millions d'euros).

## Construction
Le siège de l'évêché ayant été transféré en 1160 d'Oldenbourg-du-Holstein à Lübeck, Henri le Lion ordonne en 1173 l'érection de cette cathédrale au bénéfice du diocèse de Lübeck, dirigé par l'évêque Gerold. L'édifice, une basilique de style roman à l'origine, était terminé en 1230, mais de 1266 à 1335 il fut reconstruit dans le style gothique comme église-halle avec des collatéraux de même hauteur que la nef (soit environ 20 m).
Au cours de la nuit du dimanche des Rameaux (28-29 mars) 1942, un bombardement aérien détruisit 30 % du centre-ville. Plusieurs bombes explosèrent autour de la cathédrale, provoquant l'effondrement de la voûte orientale du chœur et détruisant l'autel qui datait de 1696. L'incendie du musée de l'évêché adjacent se propagea à la charpente de la cathédrale, de sorte que le dimanche vers midi les tours s'effondrèrent. L'orgue historique construit par Arp Schnitger disparut dans les flammes. On parvint cependant à sauver une grande partie des décorations intérieures, notamment le crucifix et tous les polyptyques médiévaux. Un nouvel effondrement du mur-pignon du transept nord, en 1946, détruisit le vestibule presque entièrement.

## Reconstruction
La reconstruction de la cathédrale s'étala sur plusieurs décennies, car les autorités avaient donné la priorité à la reconstruction de l'église Sainte-Marie : les travaux ne s'achevèrent qu'en 1982.
En 2002, il fut envisagé lors d'un symposium organisé par l'académie de musique de Lübeck (de) de reconstituer l'orgue d'Arp Schnitger : bien que l'on dispose des informations nécessaires pour la mener à bien, aucune décision n'a été prise à ce jour ; de son côté l'université de Göteborg, en Suède, s'était mise à l'œuvre dans le cadre d'un programme de recherche depuis le milieu des années 1990 : l'instrument reconstitué, équipé d'un frontispice rappelant l'orgue original, fut installé en 2001 dans une vieille église abandonnée depuis la fin des années 1890, à Örgryte. Cette église est maintenant en cours de réaménagement en salle de concert.
Un fait curieux est que la cathédrale, haute de 105 m, est moins élevée que la plus haute des églises de la ville : cela s'explique par la rivalité entre l'église et les guildes.

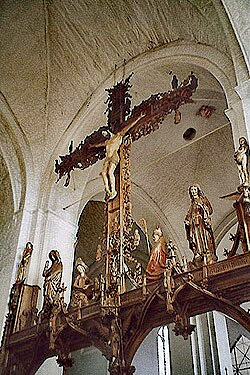
Le crucifix de Bernt Notke dans la cathédrale de Lübeck.

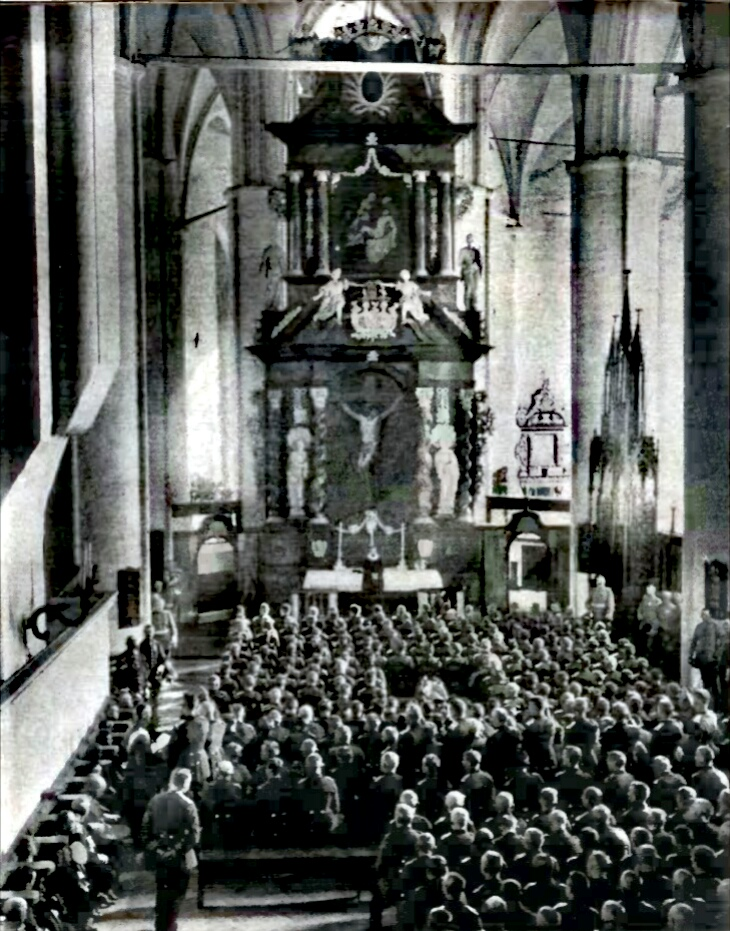
Recrutement 23 novembre 1914

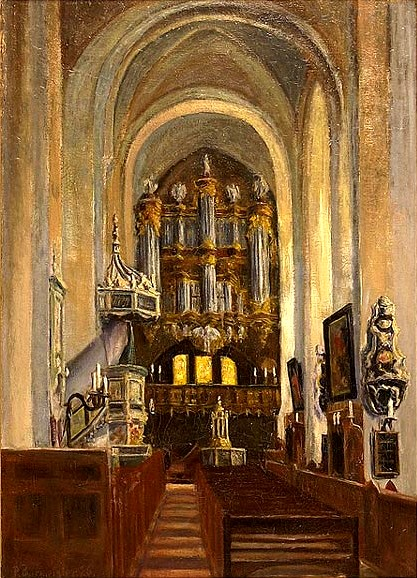
À l'intérieur avant 1942

## Ornementation
Le crucifix haut de 17 m, œuvre de l'orfèvre Bernt Notke, est une commande de l'évêque Albert II Krummendiek, et fut dressé en 1477. Les rinceaux du jubé furent également réalisés par Notke.
Depuis la dernière guerre, le fameux autel d'Hans Memling a rejoint les collections médiévales du musée Saint Annen, mais de remarquables polyptyques ont repris leur place dans la cathédrale.
Les chapelles funéraires de l'aile sud sont des vestiges de l'âge baroque dus au sculpteur flamand Thomas Quellinus.

### Chaire
La chaire de style Renaissance a été donnée en 1586 par le pasteur de l'époque, Dionysius Schünemann, et construite par le tailleur de pierre flamand Hans Fleming. Elle s'élève au-dessus d'un piédestal soutenu par une statue de Moïse. La chaire est ornée de sept reliefs en albâtre représentant des scènes de la vie de Jésus, tous réalisés par le sculpteur flamand Willem van den Broeck.

## Légende
Une légende rapporte qu'au VIIIe siècle, alors que Charlemagne chassait en Saxe, il fut un jour sur la piste d'un cerf d'une taille inaccoutumée. Il parvint à cerner l'animal au prix d'une longue poursuite, mais au lieu de le tuer ou de le capturer, il enroula une chaîne en or autour des bois du cerf.
Quatre siècles plus tard, tandis que les Wendes et les Saxons s'étaient convertis au christianisme, Henri le Lion, le fondateur de Lübeck, chassait à son tour dans les forêts de la région. Pensif, ce prince s'était écarté de ses compagnons pour réfléchir au financement de l'église qu'il voulait construire, car l'argent lui manquait. À ce moment, un cerf de grande taille se présenta devant lui avec un crucifix orné de diamants accroché à ses bois. Henri y vit un signe divin : il abattit l'animal et s'empara de la croix ; mais à peine s'était-il saisi de l'objet que le cerf se redressa et disparut dans les fourrés. Le jeune duc disposait à présent de l'argent nécessaire pour construire la cathédrale.

## La cathédrale aujourd'hui
La cathédrale de Lübeck est aujourd'hui l'une des trois cathédrales épiscopales de l'Église protestante luthérienne du nord de l'Elbe. Depuis 2001, l'évêque est Bärbel Wartenberg-Potter.
La congrégation continue de tenir une position centrale dans la vie musicale de la cité. Le Festival de musique du Schleswig-Holstein, engagé pendant la longue carrière de l'organiste et cantor Uwe Röhl (1925-2005), continue de se tenir dans la cathédrale.